# ناحیه سنی، میشیگان
ناحیه سنی (به انگلیسی: Seney Township) یک منطقهٔ مسکونی در ایالات متحده آمریکا است که در شهرستان اسکولکرافت واقع شده‌است.
 ناحیه سنی  ۱۱۹ نفر جمعیت دارد و ۲۳۹ متر بالاتر از سطح دریا واقع شده است.